# Lac Squaw
Pour les articles homonymes, voir Lac Squaw.
Le lac Squaw (en anglais : Squaw Lake) est un lac américain dans le comté de Pierce, dans l'État de Washington. Il est situé à 1 545 mètres d'altitude au sein de la Mount Rainier Wilderness, dans le parc national du mont Rainier.